# Feldbinder Spezialfahrzeugwerke
Die Feldbinder Spezialfahrzeugwerke sind ein niedersächsischer Hersteller von Sattelaufliegern und Güterwagen mit Sitz in Winsen (Luhe). Der Schwerpunkt des Unternehmens liegt auf der Fertigung von Silofahrzeugen, Tankwagen und Kesselwagen.

## Geschichte
Das Unternehmen wurde 1975 von Otto Feldbinder und Jan-Dirk Beckmann gegründet, die von Beginn an Siloaufbauten für Lkw-Auflieger herstellten.
Der erste Standort des Unternehmens war im niedersächsischen Drage. Später wurde der Sitz nach Hamburg-Hamm verlagert. Allerdings musste dieser Standort aufgegeben werden, als das dortige Werk mit steigenden Auftragszahlen an seine Kapazitätsgrenze gelangte.
1980 wurde der Betrieb in Winsen (Luhe) aufgenommen, wo bis heute produziert wird. In den folgenden Jahren wurde das Produktprogramm um Tankanhänger sowie Silo- und Tankcontainer erweitert.
Nach der Wende wurde im Oktober 1991 die Apparate- und Chemieanlagenbau Wittenberg GmbH, der Nachfolger des VEB Apparate- und Chemieanlagenbau-ACA, in Lutherstadt Wittenberg übernommen. Am Wittenberger Standort im Ortsteil Reinsdorf werden seit dem Jahr 2000 Silowagen und seit 2003 Tankwagen gefertigt.
Neben eigenen Vertriebsgesellschaften in Tschechien und den Niederlanden erwarben Otto Feldbinder und Jan-Dirk Beckmann 1997 in England den Silofahrzeughersteller Metalair-Filliat, jetzt Feldbinder UK Ltd. mit den beiden Standorten Sutton Bridge und Middlewich.
Seit Ende 2011 konzentriert sich der Service sowie das After-Sales-Geschäft nur auf den Standort in Sutton Bridge, welcher umfangreich modernisiert wurde. Somit produziert Feldbinder ausschließlich wieder an den beiden deutschen Standorten. Mit der Gründung der Feldbinder Iberica S.L. wurde der Grundstein für einen erfolgreichen Absatz auf der iberischen Halbinsel gelegt. Zeitgleich erwarben die Eigentümer in Frankreich bei Lyon einen Instandsetzungsbetrieb mit Verkauf für Silo- und Tankfahrzeuge sowie Spezialcontainer (ehemals FILLIAT). Dieses Unternehmen firmiert jetzt unter dem Namen Feldbinder France SARL. Von dort aus werden Produkte und Ersatzteile für den französischen Markt vertrieben. Aufgrund der wirtschaftlichen Situation in Frankreich wurde der Instandsetzungsbetrieb 2010 stillgelegt. Der Vertrieb von Neufahrzeugen und Ersatzteilen blieb davon unberührt.
Im August 2012 zog man in ein Büro mit Ersatzteillager in unmittelbare Nähe zum ehemaligen Firmengelände in Venissieux um. 2001 wurde, auch mit Blick in Richtung Balkan, in Gunskirchen bei Wels das neue Feldbinder Österreich Reparaturwerk mit Vertriebsbüro in Betrieb genommen.
Seit April 2018 führt die zweite Generation die Geschäfte der Feldbinder Spezialfahrzeugwerke GmbH. Nach 43 Jahren sind Otto Feldbinder und Jan-Dirk Beckmann offiziell in den Ruhestand gegangen. Die Unternehmensnachfolge traten Dirk Feldbinder, Olaf Feldbinder, Nina Lorea Kley sowie Wolf-Dietrich Kley an.